# Patrizia Zannini

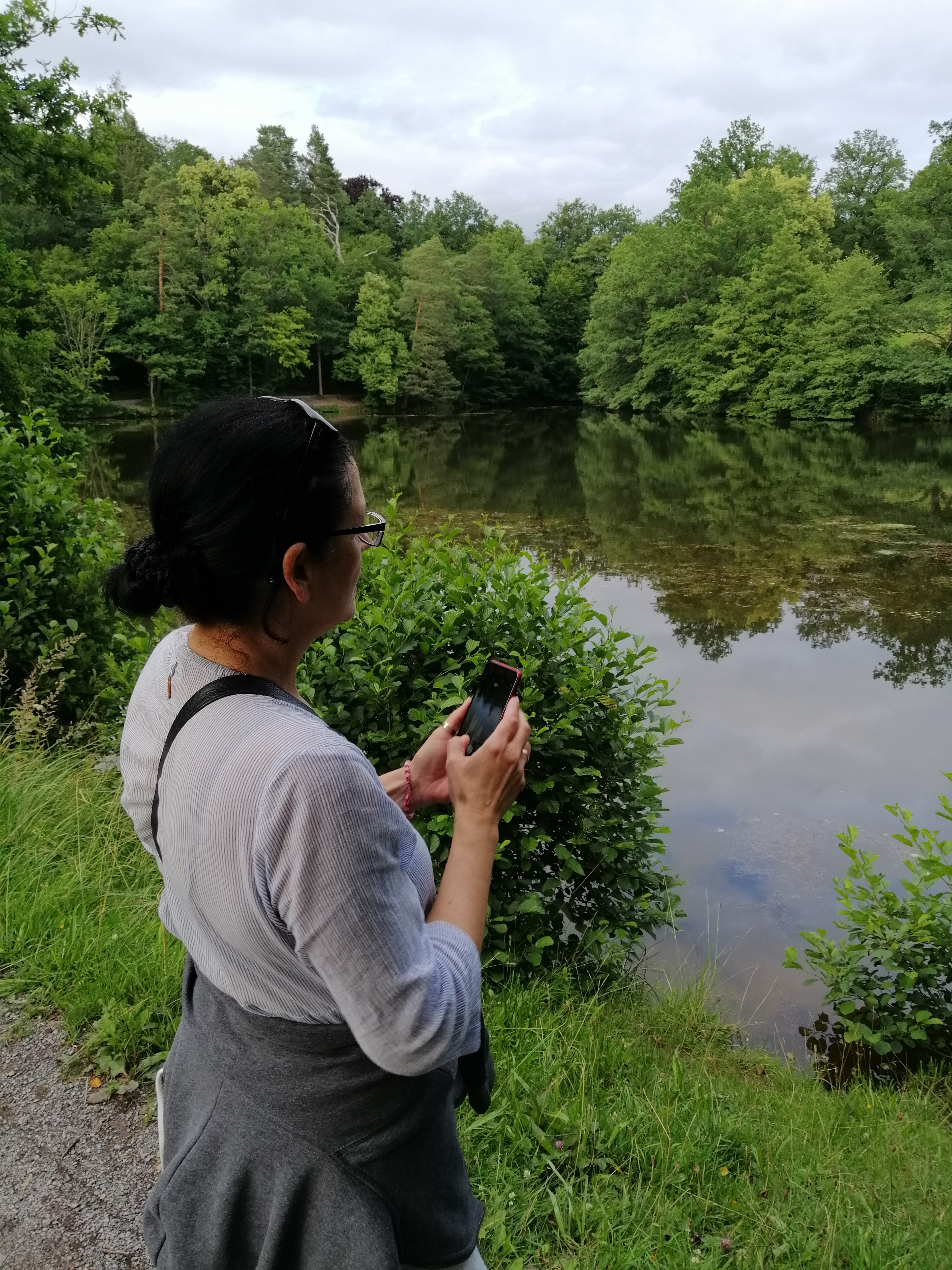
Patrizia Zannini am Bärensee (2021)

Patrizia Zannini (* 1965 in Stuttgart) ist eine deutsche Schriftstellerin von Unterhaltungsliteratur.

## Leben
Zannini hat italienische Wurzeln. Nach dem Abitur am Schickhardt-Gymnasium Stuttgart machte sie eine Ausbildung zur Fotografin. Sie arbeitete als Werbetexterin und Konzepterin in einem großen Verlag. Während der Elternzeit schrieb sie ihren ersten Roman Malocchio, eine Familiengeschichte, für den sie zunächst keinen Verlag fand. Er wurde erst veröffentlicht, nachdem sie zwei Kurzgeschichten geschrieben hatte. Der zweite Roman Meine Schwester, die Hummelkönigin handelt von einem jungen Mädchen, das eine besondere Begabung für das Kochen entwickelt.

## Veröffentlichungen

### Romane
- Malocchio – der böse Blick. Knaur, München 2013, ISBN 978-3-426-21565-4.
- Meine Schwester, die Hummelkönigin. Knaur, München 2016, ISBN 978-3-426-51900-4.

### Kriminalromane
- Commissario Leone und die Tränen der Madonna Piper Verlag, München 2022, ISBN 978-3-492-50576-5.
- Commissario Leone und die römische Unterwelt. Piper Verlag, München 2024, ISBN 978-3-492-50796-7.